# Aphanognathus hiekei
Aphanognathus hiekei là một loài bọ cánh cứng trong họ Lucanidae. Loài này được De Lisle mô tả khoa học năm 1970.